# Santa Esmeralda
Pour les articles homonymes, voir Esmeralda.
 (février 2020).
Si vous disposez d'ouvrages ou d'articles de référence ou si vous connaissez des sites web de qualité traitant du thème abordé ici, merci de compléter l'article en donnant les références utiles à sa vérifiabilité et en les liant à la section « Notes et références ».
Santa Esmeralda est un groupe franco-américain de disco et flamenco, originaire de Paris, en France. Il est notamment connu pour sa reprise en 1977 de Don't Let Me Be Misunderstood.

## Histoire
Santa Esmeralda est formé en 1977 à Paris par les compositeurs Nicolas Skorsky et Jean-Manuel de Scarano pour leur propre label Fauves Puma nouvellement fondé,. Le groupe connaît la gloire dans sa première production en 1977 en hispanisant Don't Let Me Be Misunderstood, la chanson de Nina Simone également reprise par le groupe The Animals. Cette version devient un tube international. On trouve également sur l'album une reprise de Gloria écrit par Van Morrison, et la ballade You're My Everything écrite par Leroy Gómez.
Après un franc succès, une tournée est mise sur pied avec Leroy Gómez et une troupe de danseuses qui apparaissent sur plusieurs albums et photos, parmi lesquelles la danseuse Tequila qui deviendra son épouse. À la fin de l'année 1977 sort le deuxième album, The House of the Rising Sun, avec désormais Jimmy Goings comme chanteur car Leroy Gómez quitte le groupe pour poursuivre une carrière solo.
En 2002, Leroy Gómez, qui avait tourné avec une nouvelle formation du groupe, sort un nouvel album, Lay Down My Love, puis en 2004 une compilation, Santa Esmeralda - The Greatest Hits, avec des titres remasterisés (dont certains chantés par Jimmy Goings).
Le nouveau groupe trouve une nouvelle popularité en 2003 notamment lorsque Don't Let Me Be Misunderstood est utilisée dans la bande originale du film Kill Bill : Volume 1 de Quentin Tarantino.

## Discographie

### Albums studio
- 1977 : Don't Let Me Be Misunderstood
- 1978 : The House of the Rising Sun (27 janvier)
- 1978 : Beauty (24 juillet)
- 1979 : Another Cha-Cha
- 1980 : Don't Be Shy Tonight
- 1981 : Hush
- 1982 : Green Talisman

### Compilations
- 30 juin 1987 : Best of Santa Esmeralda
- 19 novembre 1993 : The Best
- 4 février 2007 : Greatest Hits

### Bandes-son
- Kill Bill : Volume 1
- Sans rémission (American Me)
- Le Bon, la Brute et le Cinglé
- Il miracolo, série